# Studnica (województwo dolnośląskie)
Studnica – wieś w Polsce położona w województwie dolnośląskim, w powiecie legnickim, w gminie Miłkowice, nad potokiem Brochotka.
Przez miejscowość przebiega droga krajowa DK94.

## Podział administracyjny
W latach 1975–1998 miejscowość położona była w województwie legnickim.

## Zabytki
Do wojewódzkiego rejestru zabytków wpisany jest:
- kościół filialny pw. św. Kazimierza i Matki Boskiej Ostrobramskiej, z XV-XIX w.

inne zabytki:
- folwark, zachowana jest jego zabudowa; budynki są bardzo zaniedbane; folwark jest podzielony własnościowo[5]
- kilkusetletnia kamienna kapliczka przydrożna[6]